# Čebín
Čebín község Csehországban, Brno-vidéki járásban. Čebín Sentice, Kuřim, Chudčice, Malhostovice, Moravské Knínice, Drásov és Hradčany településekkel határos. Lakosainak száma 1969 fő (2024. január 1.).

## Népesség
A település lakosságának változását az alábbi diagram mutatja:
| Lakosok száma | 637  | 768  | 914  | 1269 | 1564 | 1570 | 1828 | 1817 | 1839 | 1969 |
|               | 1869 | 1890 | 1921 | 1950 | 1980 | 2001 | 2017 | 2019 | 2022 | 2024 |